# Pachypodium enigmaticum
Pachypodium enigmaticum es una especie de subarbusto perteneciente al género Pachypodium, dentro de la familia Apocynaceae. Es endémica de Madagascar.

## Descripción
Pachypodium enigmaticum es un arbusto constituido por un enorme caudex de color blanco verdoso, inicialmente redondo y espinoso en la parte superior. Del tubérculo salen hojas lanceoladas y puntiagudas, de un intenso verde claro, que se disponen en un patrón radial a partir de la parte superior. Sus flores son grandes y de color amarillo brillante.

## Distribución y hábitat
El área de distribución nativa de esta especie es Madagascar y crece principalmente en las grietas de las rocas de los biomas desérticos o de matorrales secos.

## Taxonomía
Pachypodium enigmaticum fue descrita por los botánicos Petr Pavelka, Prokes, Vítězslav Vlk, John Jacob Lavranos, Ivo Žídek y Perle Ramavovololona y publicada por primera vez en la revista científica Cactus and Succulent Journal (Los Ángeles) 86: 249 en 2014.

Etimología
- Pachypodium: nombre genérico que proviene de la combinación de dos términos del griego antiguo: pachys (que significa 'grueso') y podium (que significa 'pie' o 'base'), haciendo referencia a la característica morfología de muchas especies del género, que suelen tener troncos o tallos robustos y suculentos.
- enigmaticum: epíteto específico que deriva de la palabra latina aenigma (que significa 'enigma' o 'misterio'), que al añadirle el sufijo -icum se transforma en un adjetivo que se puede traducir como 'misterioso' o 'enigmático'. Esto hace referencia al “enigma” que se creó cuando se encontró un ejemplar de esta especie un área recóndita de Madagascar, ya que según algunos se trataba de una especie ya existente, mientras que para otros, como más tarde se confirmó, se trataba de una nueva especie.[3]

## Usos
Pachypodium enigmaticum se cultiva principalmente como planta ornamental aunque es muy rara encontrarla entre las colecciones y jardines.